# Hylodesmum repandum
Hylodesmum repandum är en ärtväxtart som först beskrevs av Vahl, och fick sitt nu gällande namn av Hiroyoshi Ohashi och Robert Reid Mill. Hylodesmum repandum ingår i släktet Hylodesmum och familjen ärtväxter. Inga underarter finns listade i Catalogue of Life.

## Bildgalleri

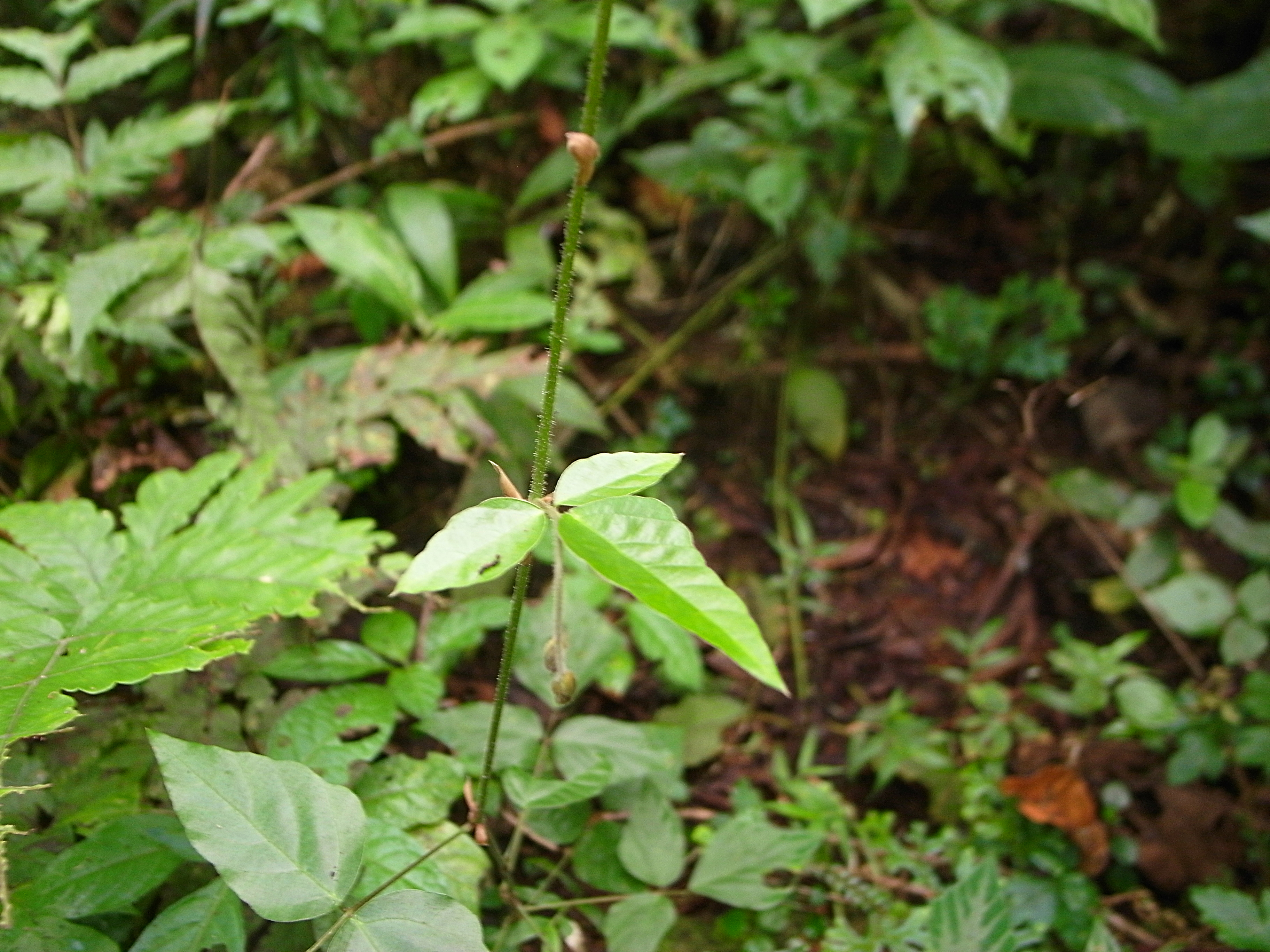
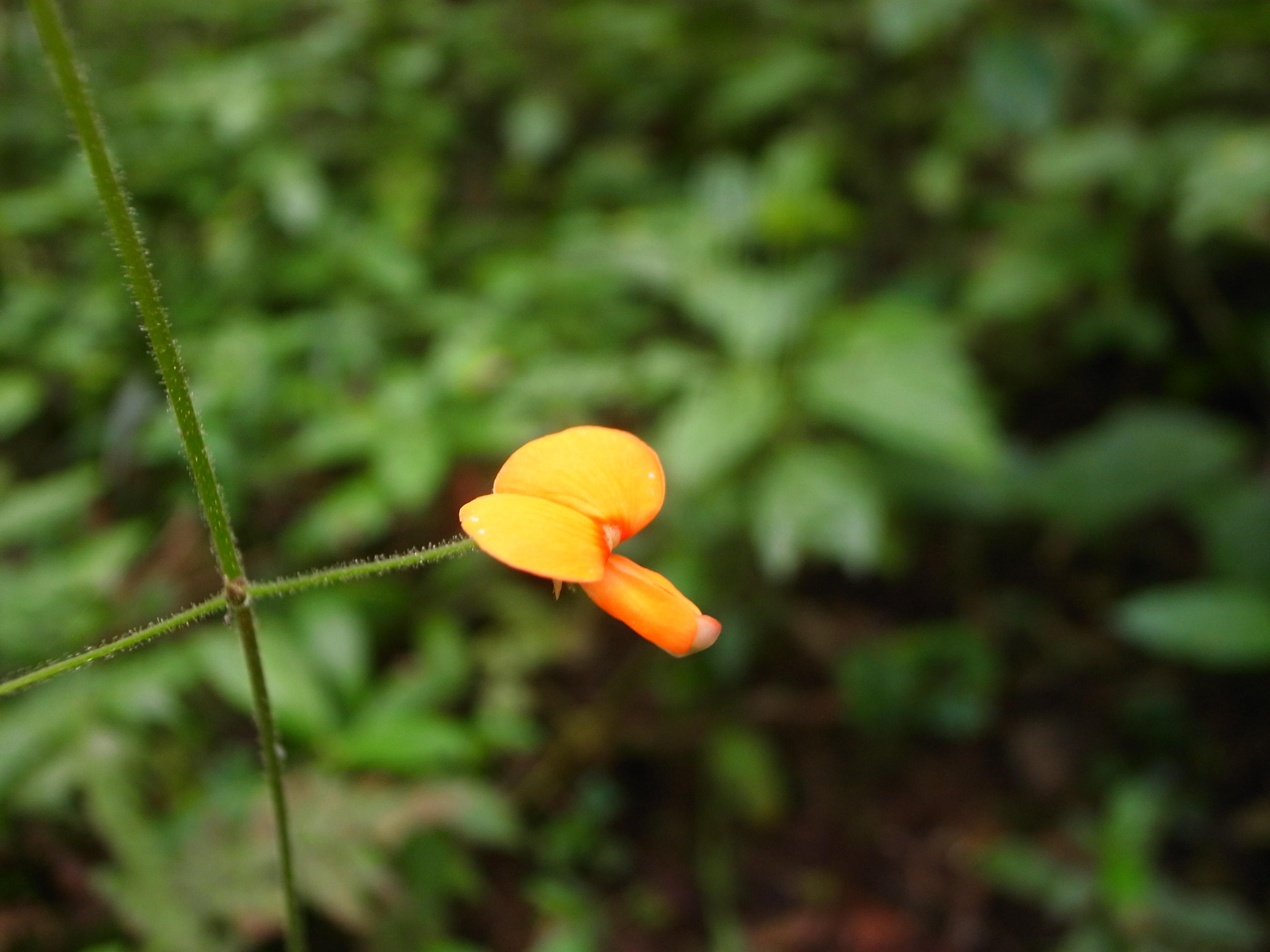